# 81-540/541
81-540/541 — модель электровагонов метрополитена, созданная в 1997 году на заводе «Вагонмаш» в Санкт-Петербурге на базе вагонов 81-717/714 («Номерных»). Конструктивно являются аналогом вагонов 81-717.5М/714.5М. На основе базовой модели заводом было создано множество различных модификаций.
Головные вагоны получили обозначение 81-540, а промежуточные — 81-541.

## 81-540/541 (базовая модель)

### Конструкция
Внешне, вагоны практически не отличаются от 81-717.5М/714.5М. Основная разница заключается в аппаратуре автоведения и АРС, специфичной для петербургского метрополитена. В кабинах машинистов используется дуплексная радиосвязь с диспетчерским постом, а также с любым из вагонов.

#### Кузов
В целом, конструкция вагона по сравнению с 81-717.5М/714.5М не претерпела изменений. У головных вагонов конструкция и расположение буферных фонарей были такими же, как и у модификации 5М — все 6 ламп светильников расположились в один ряд и имели одинаковый размер и округлую форму, как и у вагонов 81-717.5М/714.5М. Из них 4 располагались в центральной части под центральным лобовым стеклом, а ещё по одному с каждой стороны — под крайними лобовыми стёклами.

#### Интерьер

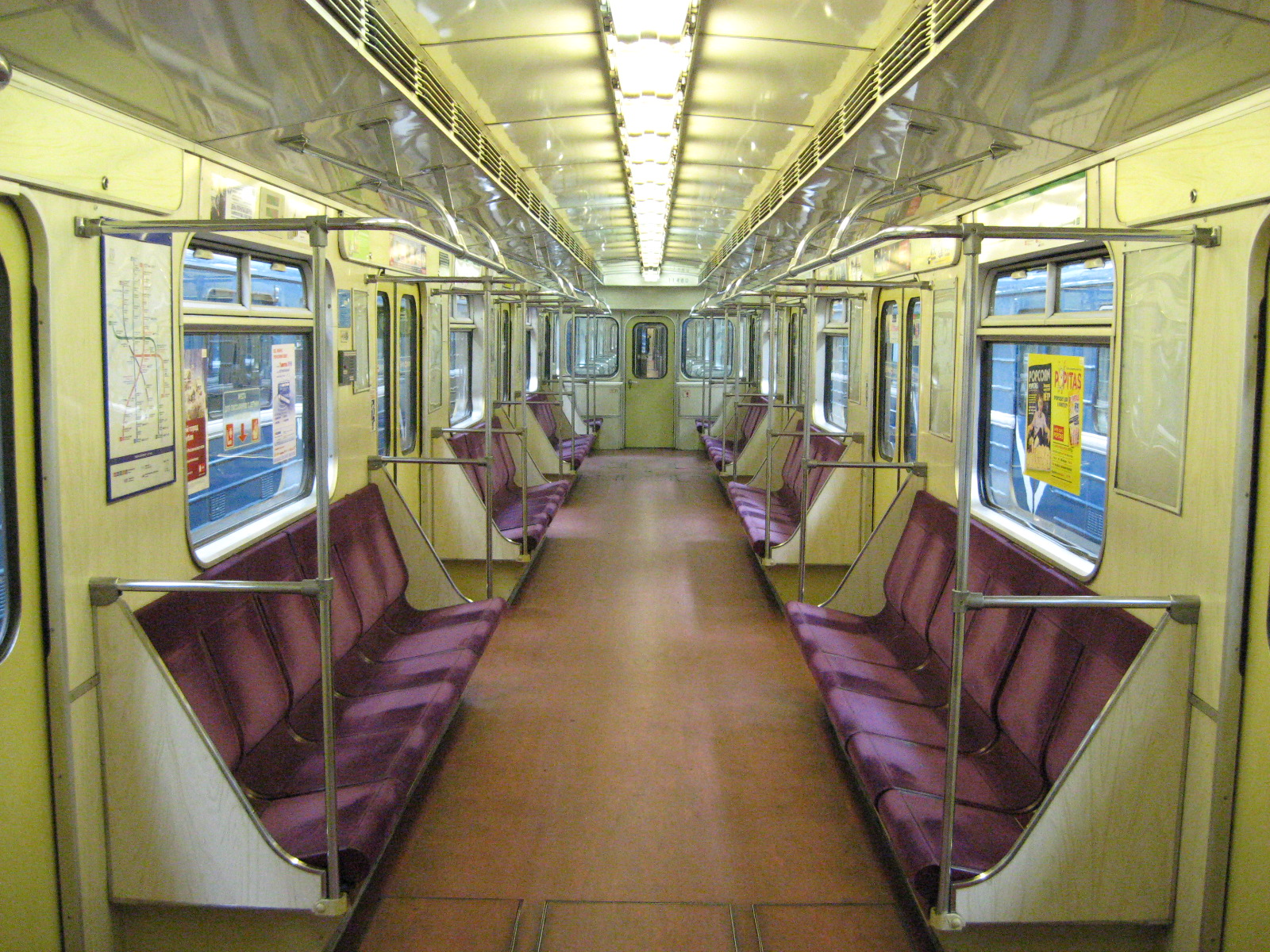
Салон вагона 81-541 2001 года выпуска

В салоне вагонов первого выпуска используется бумажно-слоистый пластик для обеспечения тепло- и шумоизоляции кузова, а в кабине машиниста применяются алюминиевые листы и искусственная кожа. Для окон салона используются закалённые стёкла, толщина которых составляет 6 мм. В качестве освещения в вагонах используются люминесцентные светильники.
В вагонах 2001 года выпуска салонокомплект немного изменился, в частности, у наддверных кожухов появились округлости, салон отделан пластиком под клён. Вместо стандартных дерматиновых сидений на вагонах 2001 года выпуска устанавливались польские антивандальные сиденья.
Вентиляция в вагонах осуществляется как принудительно (механически), так и приточно-вытяжным способом. Для открытия и закрытия автоматических раздвижных дверей используются пневматические приводы, контролируемые централизованным электроуправлением из кабины машиниста.

#### Электрооборудование
Вагоны оснащены тяговыми электродвигателями постоянного тока с самовентиляцией, оборудованными системами плавного широтно-импульсного регулирования поля, что позволяет двигателям работать как в тяговом режиме, так и в режиме электродинамического торможения. Мощность каждого двигателя составляет 110 кВт. На каждую колёсную тележку устанавливаются по два двигателя. Все вагоны данного типа являются моторными и все оси — ведущие.

#### Тормозное оборудование
Кроме электродинамического торможения на вагонах применяется система торможения при помощи тормозных колодок. Колодки расположены с двух сторон каждого колеса и приводятся в действие тормозными цилиндрами. Кроме того, на каждой тележке имеется блок-тормоз, который используется как стояночный.

#### Выпуск и эксплуатация
Вагоны 81-540/541 базовой модели выпускались заводом Вагонмаш в 1997, 1998, 2000 и 2001 годах. Вагоны 81-540Б/541Б выпускались заводом Вагонмаш в 2007 и 2009 годах. Поступили в Петербургский и Минский метрополитены.
| Город           | Модификация  |
| --------------- | ------------ |
| Санкт-Петербург | 81-540/541   |
| Минск           | 81-540Б/541Б |

Данные по выпуску вагонов 81-540/541 и модификаций Б, .1, .2, .2К, .2Н, .3К
, .5, .7, .8, .9 по годам приведены в таблице:
| Год выпуска      | Модернизация                                       | 81-540                    | 81-540                                               | 81-541                    | 81-541     |
| Год выпуска      | Модернизация                                       | Номера вагонов            | Количество                                           | Номера вагонов            | Количество |
| 1996             | 81-540/541                                         | -                         | -                                                    | 11386                     | 1          |
| 1997             | 81-540/541                                         | 10212-10216               | 5                                                    | 11383-11385, 11387-11389  | 6          |
| 1997             | 81-540.1/541.1                                     | 10221, 10222              | 2                                                    | 11400-11403               | 4          |
| 1998             | 81-540/541                                         | 10225, 10226              | 2                                                    | 11405, 11406              | 2          |
| 2000             | 81-540/541                                         | -                         | -                                                    | 11427, 11428              | 2          |
| 2001             | 81-540/541                                         | 10252-10257               | 6                                                    | 11441-11452               | 12         |
| 2002             | 81-540.7/541.7                                     | 10263-10266               | 4                                                    | 11475-11482               | 8          |
| 2004             | 81-540.8/541.8                                     | 10280-10286               | 7                                                    | 11496-11507               | 12         |
| 2005             | 81-540.8/541.8                                     | 10302-10308               | 7                                                    | 11530-11545               | 16         |
| 2005             | 81-540.9/541.9                                     | 10298-10301, 10309, 10310 | 6                                                    | 11522-11529, 11546-11551  | 14         |
| 2005             | 81-540.5/541.5                                     | 10317-10322               | 6                                                    | 11558-11567               | 10         |
| 2006             | 81-540.5/541.5                                     | -                         | -                                                    | 11568-11573               | 6          |
| 2006             | 81-540.2/541.2                                     | 10332-10343               | 12                                                   | -                         | -          |
| 2007             | 81-540.2/541.2                                     | 10348-10355               | 8                                                    | -                         | -          |
| 2007             | 81-540Б/541Б                                       | 10343-10347               | 4                                                    | 11591-11596               | 6          |
| 2008             | 81-540.2К/541.2К                                   | 10359, 10360, 10364       | 3                                                    | -                         | -          |
| 2008             | 81-540.2/541.2                                     | 10365-10372               | 8                                                    | 11597-11604               | 8          |
| 2009             | 81-540.2/541.2                                     | 10373-10376               | 4                                                    | 11605-11613, 11625,11626  | 11         |
| 2009             | 81-540Б/541Б                                       | -                         | -                                                    | 11614-11622, 11629, 11630 | 11         |
| 2009             | 81-540.2К/541.2К                                   | 10358, 10361-10363        | 4                                                    | -                         | -          |
| 2010             | 81-540.2/541.2                                     | 10389-10393               | 5                                                    | 11636-11647               | 12         |
| 2010             | 81-540.2К/541.2К                                   | 10357, 10377-10382        | 7                                                    | 11633-11635               | 3          |
| 2011             | 81-540.2К/541.2К                                   | 10385-10388, 10394-10403  | 16                                                   | -                         | -          |
| 2013             | 81-540.2Н/541.2Н                                   | 10406, 10407              | 2                                                    | 11648-11653               | 6          |
| 2013             | 81-540.3К/541.3К                                   | 10410-10413               | 4                                                    | 11656-11661               | 6          |
| Всего            |                                                    |                           |                                                      |                           |            |
| 81-540/541       | 10212-10216, 10225, 10226, 10252-10257             | 13                        | 11383-11389, 11405, 11406, 11427, 11428, 11441-11452 | 23                        |            |
| 81-540Б/541Б     | 10343-10347                                        | 4                         | 11591-11596, 11614-11622, 11629, 11630               | 17                        |            |
| 81-540.1/541.1   | 10221, 10222                                       | 2                         | 11400-11403                                          | 4                         |            |
| 81-540.2/541.2   | 10332-10343, 10348-10355, 10365-10376, 10389-10393 | 37                        | 11597-11613, 11625,11626, 11636-11647                | 31                        |            |
| 81-540.2К/541.2К | 10357-10364, 10377-10388, 10394-10403              | 30                        | 11633-11635                                          | 3                         |            |
| 81-540.2Н/541.2Н | 10406, 10407                                       | 2                         | 11648-11653                                          | 6                         |            |
| 81-540.3К/541.3К | 10410-10413                                        | 4                         | 11656-11661                                          | 6                         |            |
| 81-540.5/541.5   | 10317-10322                                        | 6                         | 11558-11573                                          | 16                        |            |
| 81-540.7/541.7   | 10263-10266                                        | 4                         | 11475-11482                                          | 8                         |            |
| 81-540.8/541.8   | 10280, 10285, 10286, 10302-10308                   | 9                         | 10281 - 10284, 10307, 11496-11507, 11530-11545       | 33                        |            |
| 81-540.9/541.9   | 10298-10301, 10309, 10310                          | 6                         | 11522-11529, 11546-11551                             | 14                        |            |

#### В культуре
Вагоны 81-540/541 группой разработчиков-энтузиастов воссозданы в дополнении (моде) «Metrostroi Subway Simulator» к игре «Garry's Mod» в Steam, функционируют в виде аддонов в Steam Workshop. Дополнение отличается от других симуляторов высокой реалистичностью.

## Модификации

### 81-540.1/541.1
Создан в 1997 году на заводе «Вагонмаш» в Санкт-Петербурге на базе кузовов разукомплектованных опытных вагонов типа 81-550/551/552.
На вагонах данного типа было установлено оборудование от вагонов типа 81-540/541, поэтому ввиду снижения мощности двигателя по сравнению с асинхронным электропоездом 81-550 все промежуточные вагоны стали моторными. Головные вагоны данного типа получили обозначение 81-540.1, а промежуточные — 81-541.1.
Внешнее освещение расположено под лобовым стеклом головных вагонов и состоит из 6 фар.
На вагонах установлена система принудительной вентиляции, однако это не повлияло на установку одинарных стёкол с форточками.
За изобилие нестандартного оборудования в кабине вагона (до переоборудования), из-за которого она напоминала кабину пилота самолёта, электропоезд получил прозвище «Боинг».
После постройки состав поступил в депо «Северное» Петербургского метрополитена для испытаний системы автоведения «Движение», после чего был переведён в депо «Московское». Эксплуатируется на Московско-Петроградской линии.

### В культуре

#### Компьютерные игры
Вагоны 81-540.1/541.1 группой разработчиков-энтузиастов воссозданы в дополнении (моде) «Metrostroi Subway Simulator» к игре «Garry's Mod» в Steam, функционируют в виде аддонов в Steam Workshop. Дополнение отличается от других компьютерных симуляторов поезда высокой реалистичностью.

#### Документальные фильмы
О модели рассказывается в документальном фильме, посвящённом подвижному составу.

### 81-540.2/541.2
Создан в 2006 году. Головные вагоны имеют обозначение 81-540.2, а промежуточные — 81-541.2. Внешне отличается новой более обтекаемой формой головных вагонов с наклонными буферными фонарями, за которую получил прозвище «Пришелец».
81-540.2 — первый вагон в петербургском метрополитене с цельным лобовым стеклом. Под лобовым стеклом слева и справа расположено по блоку из двух фар. Окраска вагонов заметно менялась в процессе выпуска, однако в целом является стандартной для петербургского метрополитена — однотонный синий кузов с белой горизонтальной полосой.
Внутри салон отделан белым пластиком. Пол салона синий. Сиденья шестиместные с синими местами для сидения. В качестве освещения в вагонах используются люминесцентные светильники (12 штук на вагон). Салонокомплект изготовлен фирмой «Автокомпозит».
На головном вагоне № 10369 в 2009 году был установлен современный бесшумный блок преобразования напряжения БПН-115 для проведения испытаний на совместимость с остальными устройствами вагона. Вагоны 81-540.2 всех выпусков в кабинах машиниста имеют кондиционер.
Выпускались в 2006—2011 годах.
В кабине машиниста установлен пульт управления производства фирмы ООО «Метроинжиниринг». Вагоны оборудованы системой контроля скорости АЛС-АРС, а также системой ПА-М.
Также выпускались модификации 81-540.2К/541.2К и 81-540.3К/541.3К для киевского метрополитена и 81-540.2Н/541.2Н для новосибирского метрополитена, а также 81-572.2/573.2 для Варшавы.
В кабине машиниста установлен пульт управления производства фирмы ООО «Метроинжиниринг». Вагоны оборудованы системой контроля скорости АЛС-АРС, а также системой автоведения ПА-М. Модификация для Киева отличается отсутствием автоведения, а органы управления упрощены и унифицированы с «номерными». Модификации 81-540.3К/541.3К и 81-572.2/573.2 отличаются системой принудительной вентиляции. В торцах некоторых вагонов есть площадки для инвалидов.
В 2012 году с закрытием завода «Вагонмаш» на ОЭВРЗ был освоен выпуск вагонов 81-717.5П/714.5П, во многом аналогичных вагонам 81-540.2/541.2. 81-714.5П также производились в 2006—2007 годах на заводе «Метровагонмаш». Вагоны отличаются от базовой модели новым салонокомплектом от фирмы «ЛСК». Первоначально он был аналогичному старому салонокомплекту, но в 2014 году цветовая гамма салона стала коричневой: салон и двери отделаны бежевым пластиком, пол и сиденья коричневые. Выпуск этих вагонов продолжался до 2015 года.

#### В культуре
Вагоны 81-540.2/541.2 группой разработчиков-энтузиастов воссозданы в дополнении (моде) «Metrostroi Subway Simulator» к игре «Garry’s Mod» в Steam, функционируют в виде аддонов в Steam Workshop. Дополнение отличается от других симуляторов высокой реалистичностью.
| Город           | Модификация                       |
| --------------- | --------------------------------- |
| Санкт-Петербург | 81-540.2/541.2                    |
| Новосибирск     | 81-540.2Н/541.2Н                  |
| Киев            | 81-540.2К/541.2К 81-540.3К/541.3К |
| Варшава         | 81-572.2/573.2                    |

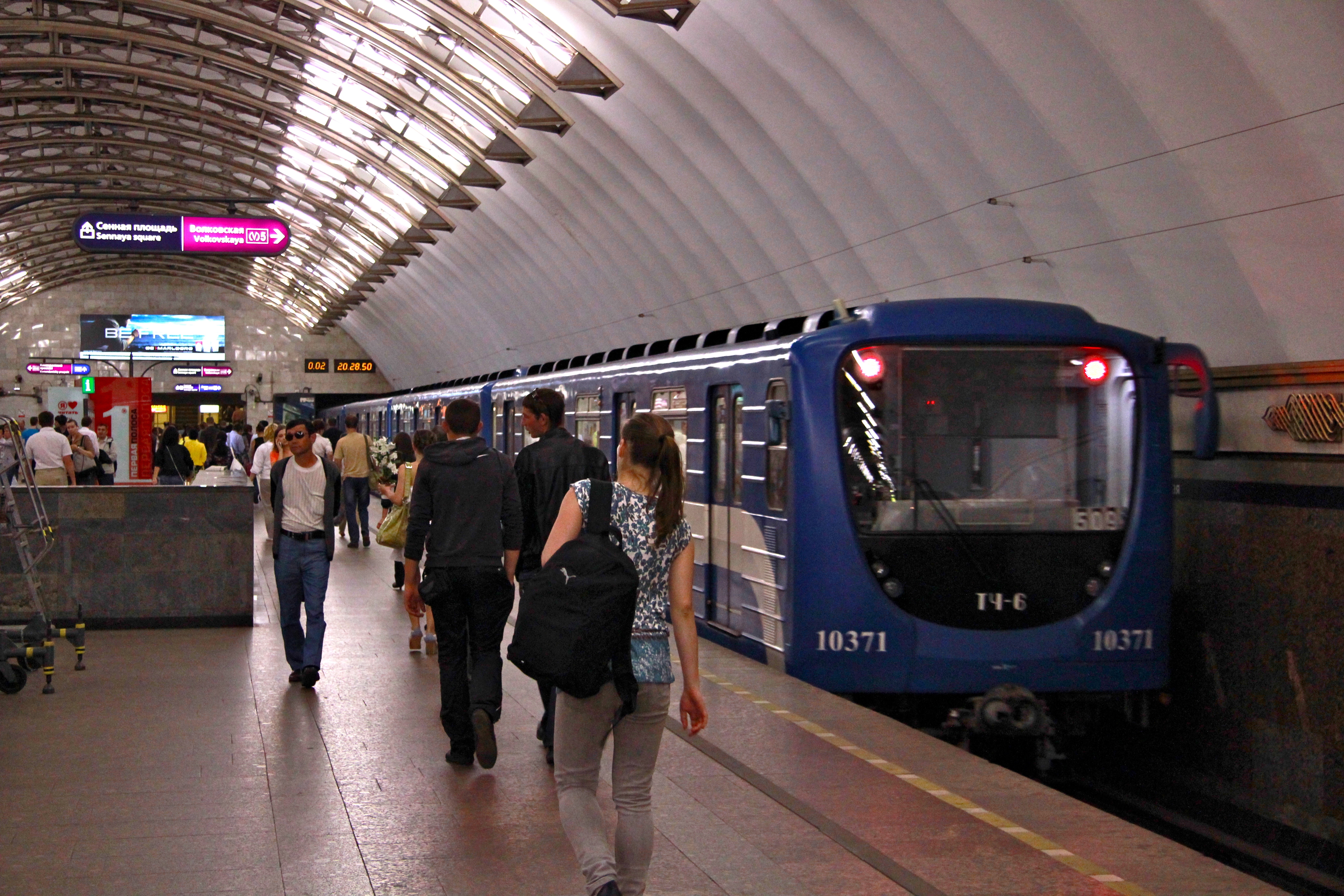
Состав в первоначальной окраске на станции «Садовая»
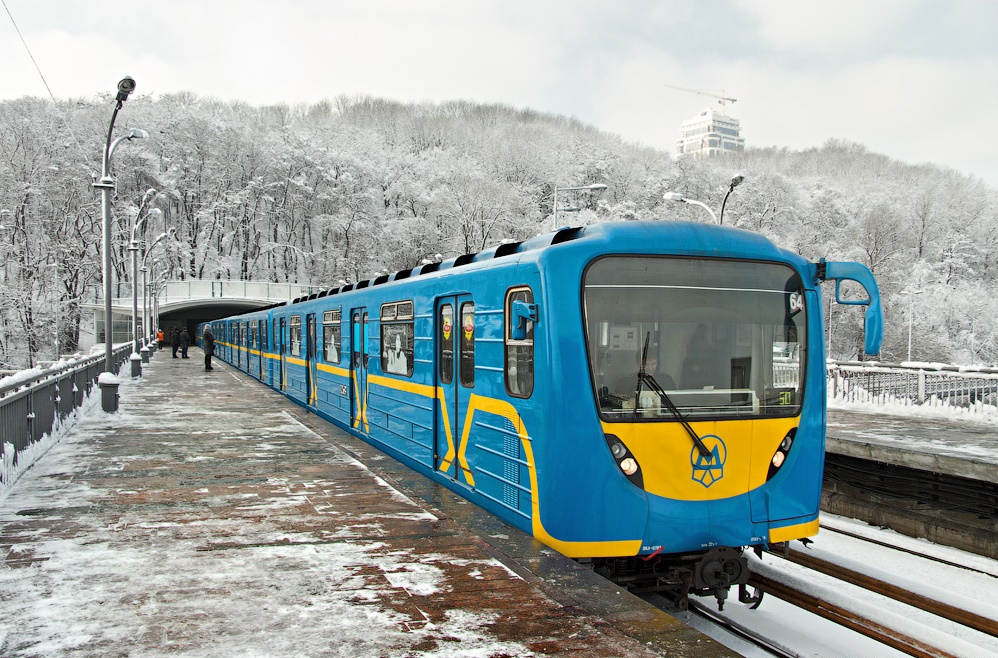
Состав из вагонов 81-540.2К/541.2К на станции киевского метро «Днепр»
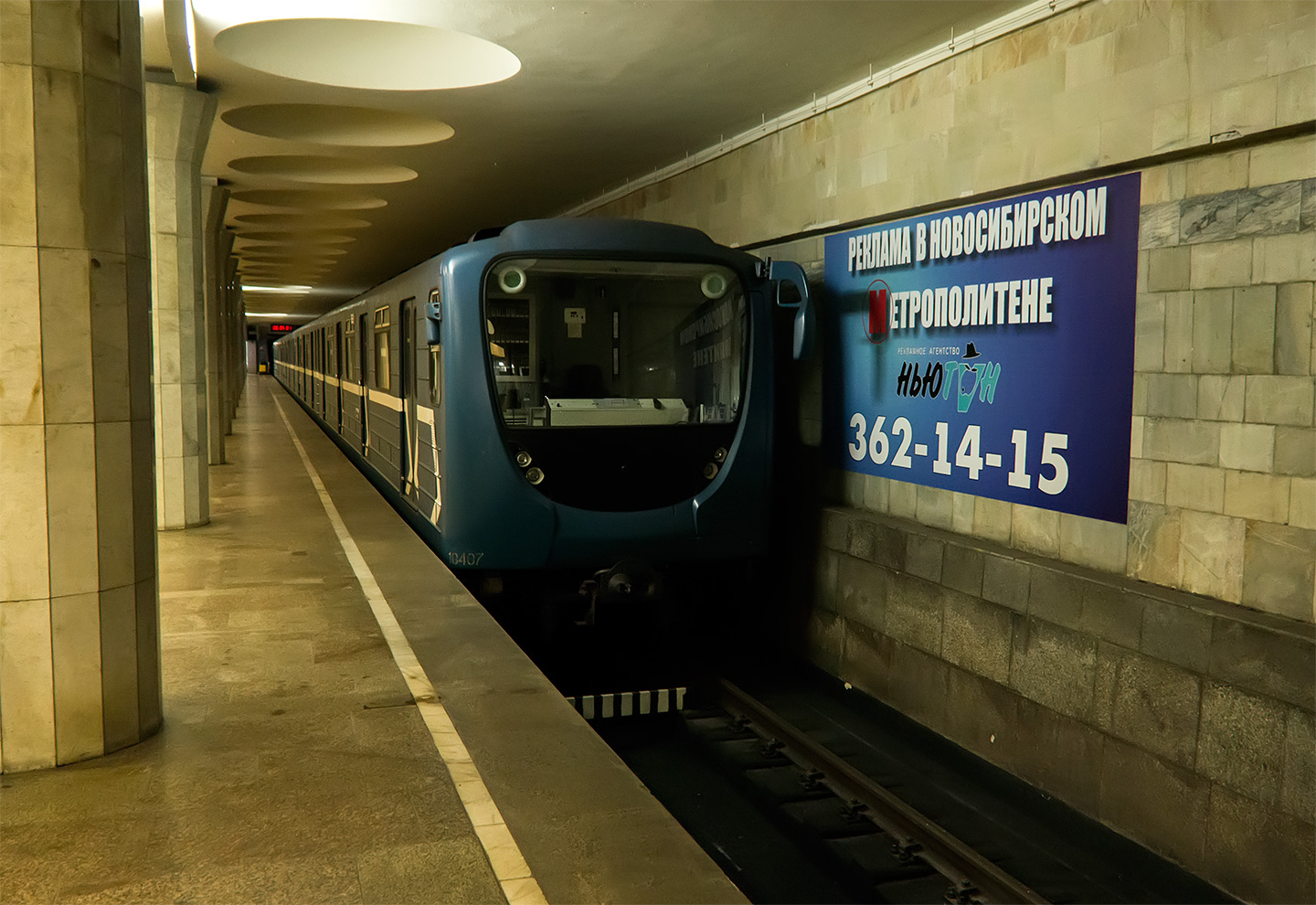
Состав из вагонов 81-540.2Н/541.2Н на станции новосибирского метро «Площадь Гарина-Михайловского»
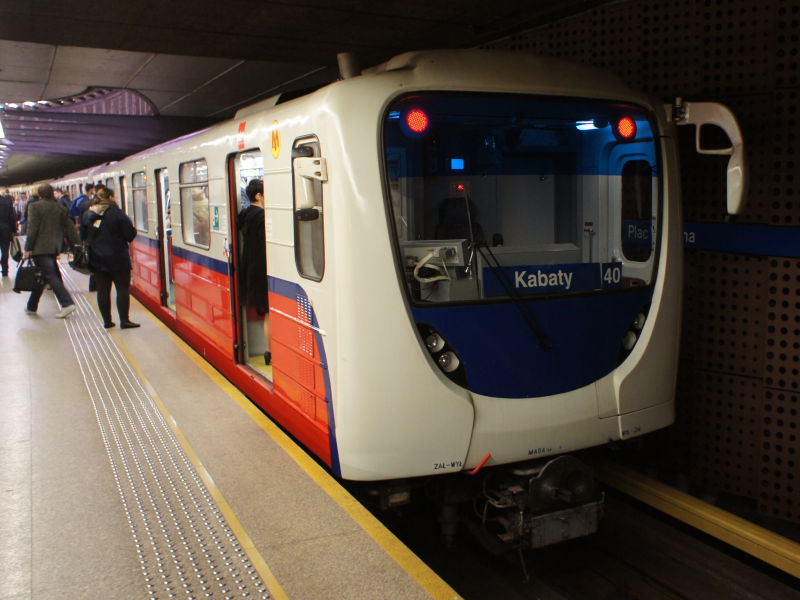
Состав из вагонов 81-572.2/573.2 на станции варшавского метро «Площадь Вильсона»
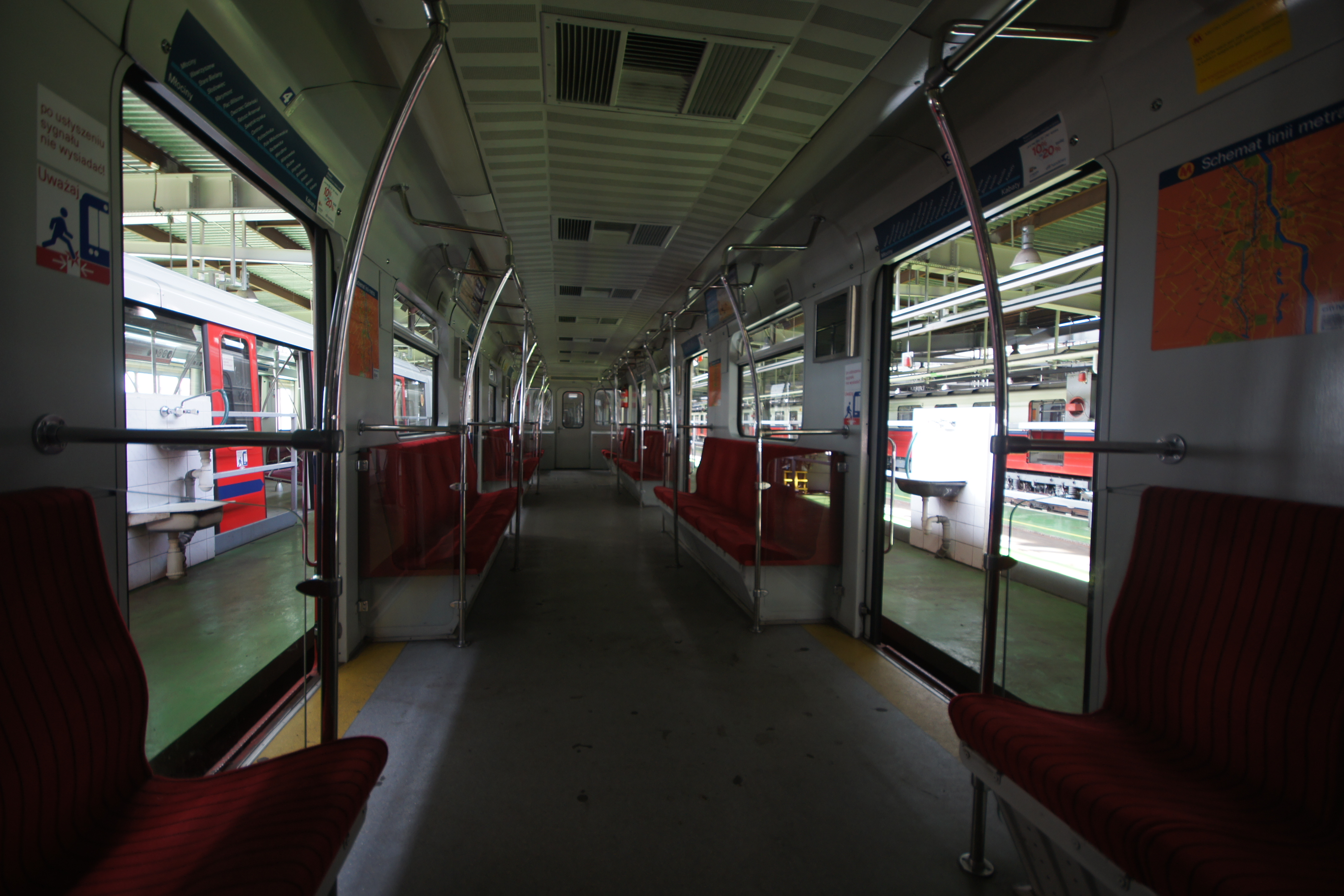
Салон вагона 81-573 в Варшаве

### 81-540.5/541.5 и 81-540.9/541.9
Созданы в 2005 году.
Вагоны отличаются от 81-540/541 только новым салонокомлектом фирмы «Автокомпозит» и металлическими потолками и фризами, также на маске головного вагона была изменена схема расположения фар и их количество сократилось до пяти штук (три по центру вместо четырёх). Вагоны 81-540.5/541.5 также оснащались системами связи «Пассажир—машинист» ростовской фирмы «Сармат» для эксплуатации с более старыми вагонами и современной системой автоматического управления ПА-М производства НИИТМ.
Выпускались единично в 2005 году, поступили в Петербургский метрополитен. Вагоны модификации .5 эксплуатируются на линиях 4 (только промежуточные вагоны) и 5, модификации .9 на линии 2 петербургского метрополитена.

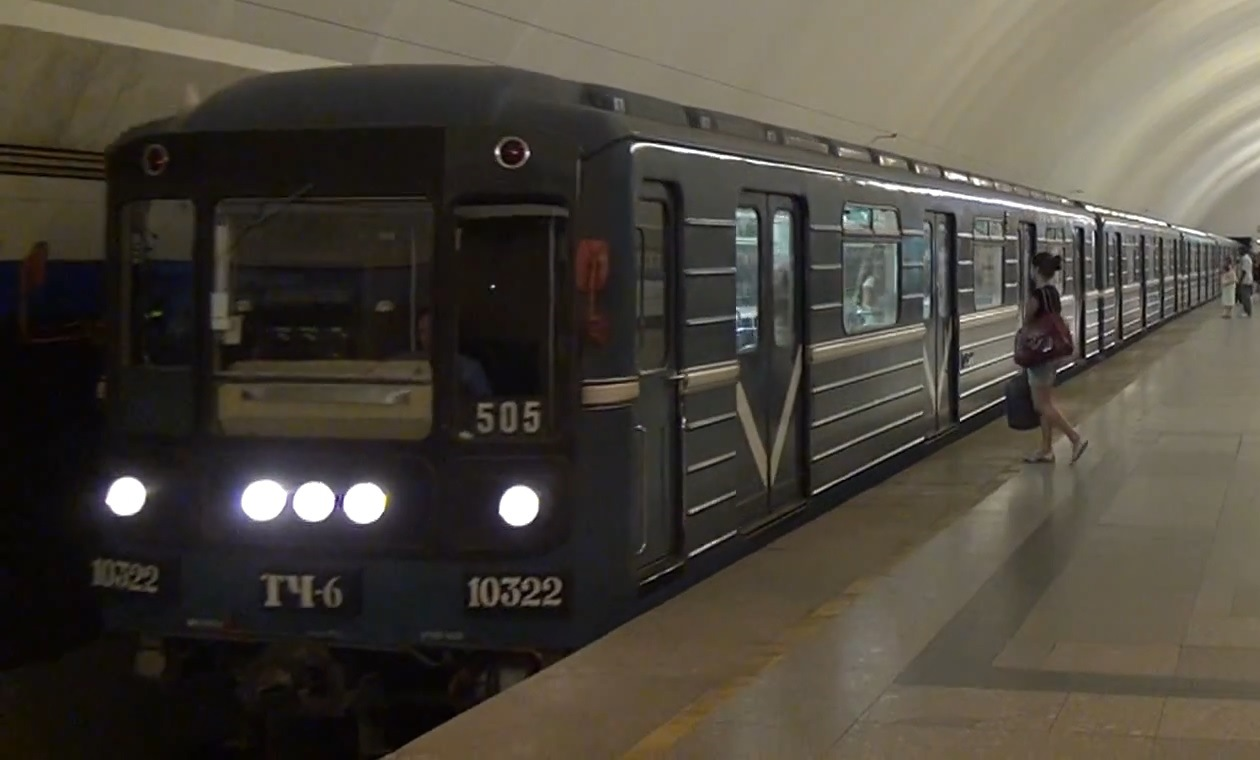
Состав из вагонов 81-540.5/541.5 на станции «Чёрная речка»
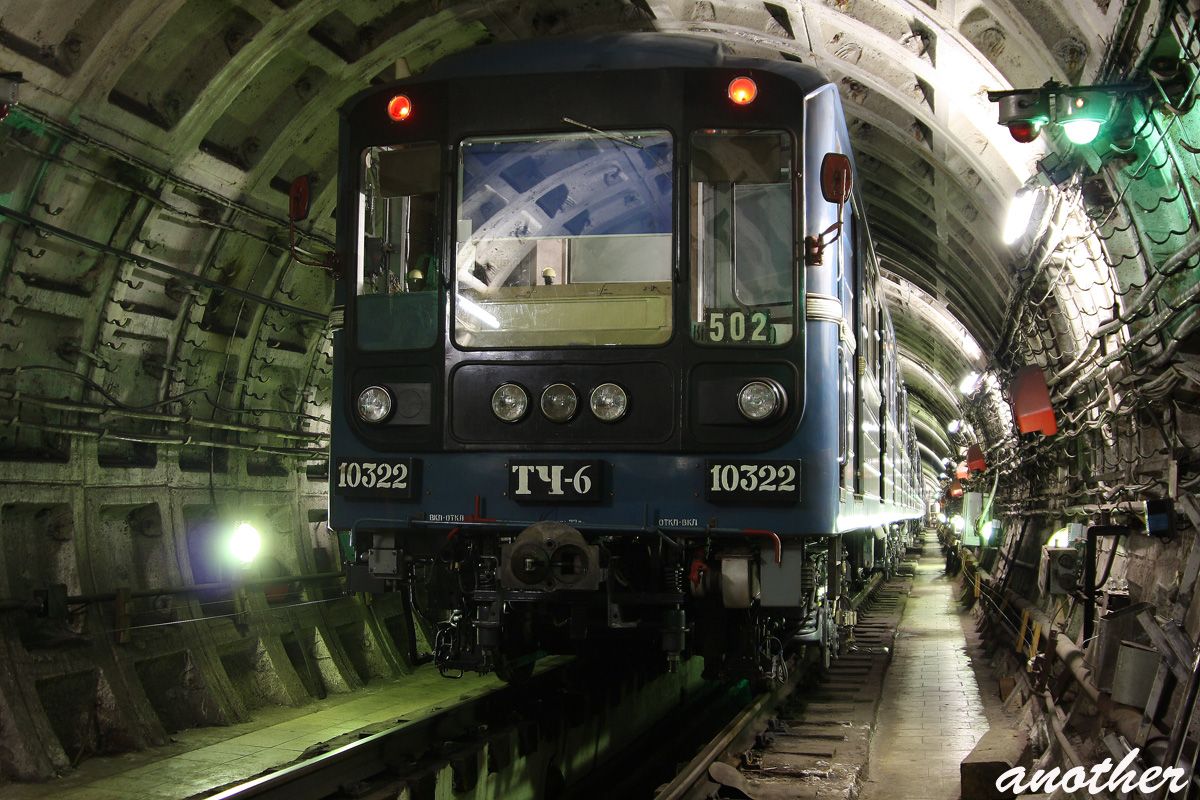
Состав из вагонов 81-540.5/541.5 в ПТО станции «Старая деревня»

### 81-540.7/541.7
Создан в 2002 году.
Одной из главных отличительных черт стоит назвать обновлённую маску головного вагона. Новый облик вагону придали обтекаемые накладки из композитных материалов на фарных блоках, крыше и в фартучных областях. Автор дизайна — Денис Висельский. Вкупе с композитными накладками на головные вагоны были установлены стилизованные пластиковые зеркала заднего вида, которые позже были заменены на стандартные. За эти зеркала вагон получил прозвище «Муравей».
Головные вагоны 81-540.7 имеют в ряд 5 светильников. Ещё одной особенностью вагонов является наличие нестандартного тиристорного регулятора РТМ-350. В работе агрегат работал нестабильно, оба состава постоянно выходили из строя. Ремонт занимал большое время. В 2009 году регуляторы были демонтированы.
Отделка интерьера вагонов идентична вагонам 81-540/541 2001 года выпуска: стены отделаны слоистым пластиком под клён, польские антивандальные сидения, короткие плафоны ламп освещения. Позже польские сидения были заменены обычными бело-синими.
В 2004 году состав, сформированный из трёх вагонов типов 81-540.7/541.7 открывал с Владимиром Путиным движение по перегону размыва «Лесная» — «Площадь Мужества», за что поезд получил прозвище «Путинский».
Вагон № 11482 в 2010 году был переделан в путеизмеритель, вместо него в составе работает вагон № 11568.
Единично выпускались в 2002 году. Эксплуатируются на Фрунзенско-Приморской линии.

#### В культуре
Вагоны 81-540.7/541.7 группой разработчиков-энтузиастов воссозданы в дополнении (моде) «Metrostroi Subway Simulator» к игре «Garry's Mod» в Steam, функционируют в виде аддонов в Steam Workshop. Дополнение отличается от других симуляторов высокой реалистичностью.

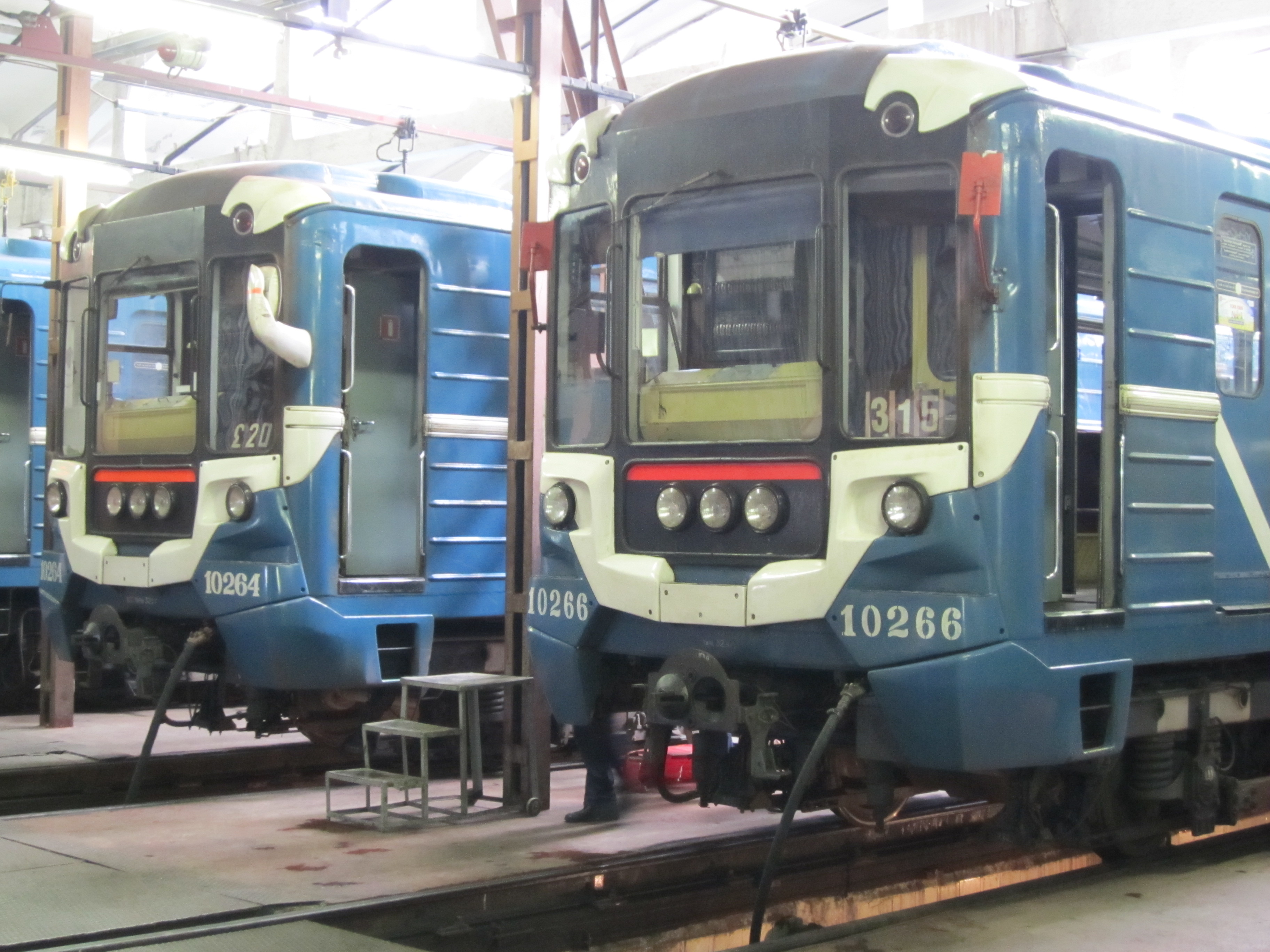
Вагоны 81-540.7 10264 и 10266
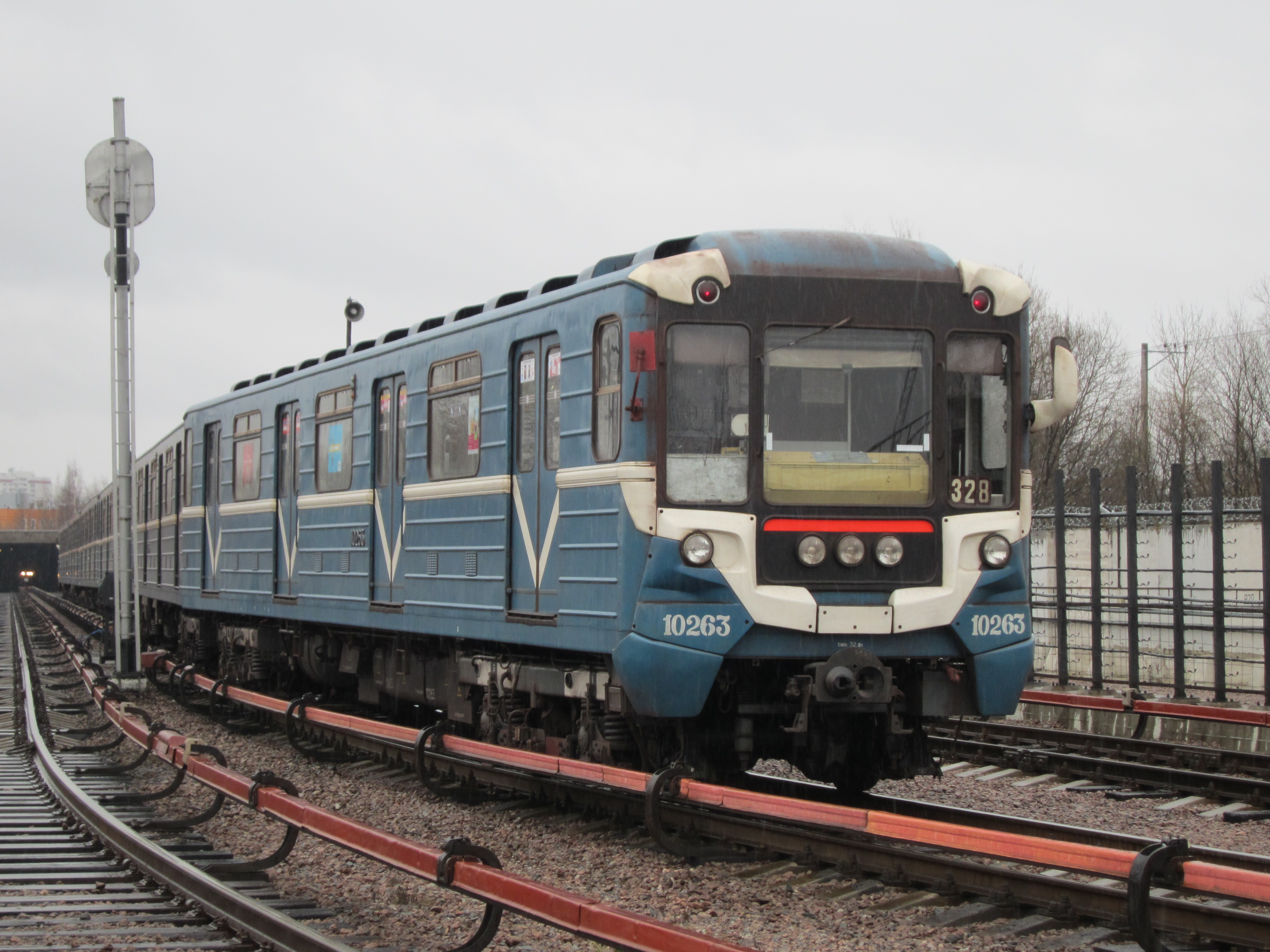
Состав из вагонов 81-540.7/541.7 на путях электродепо Невское
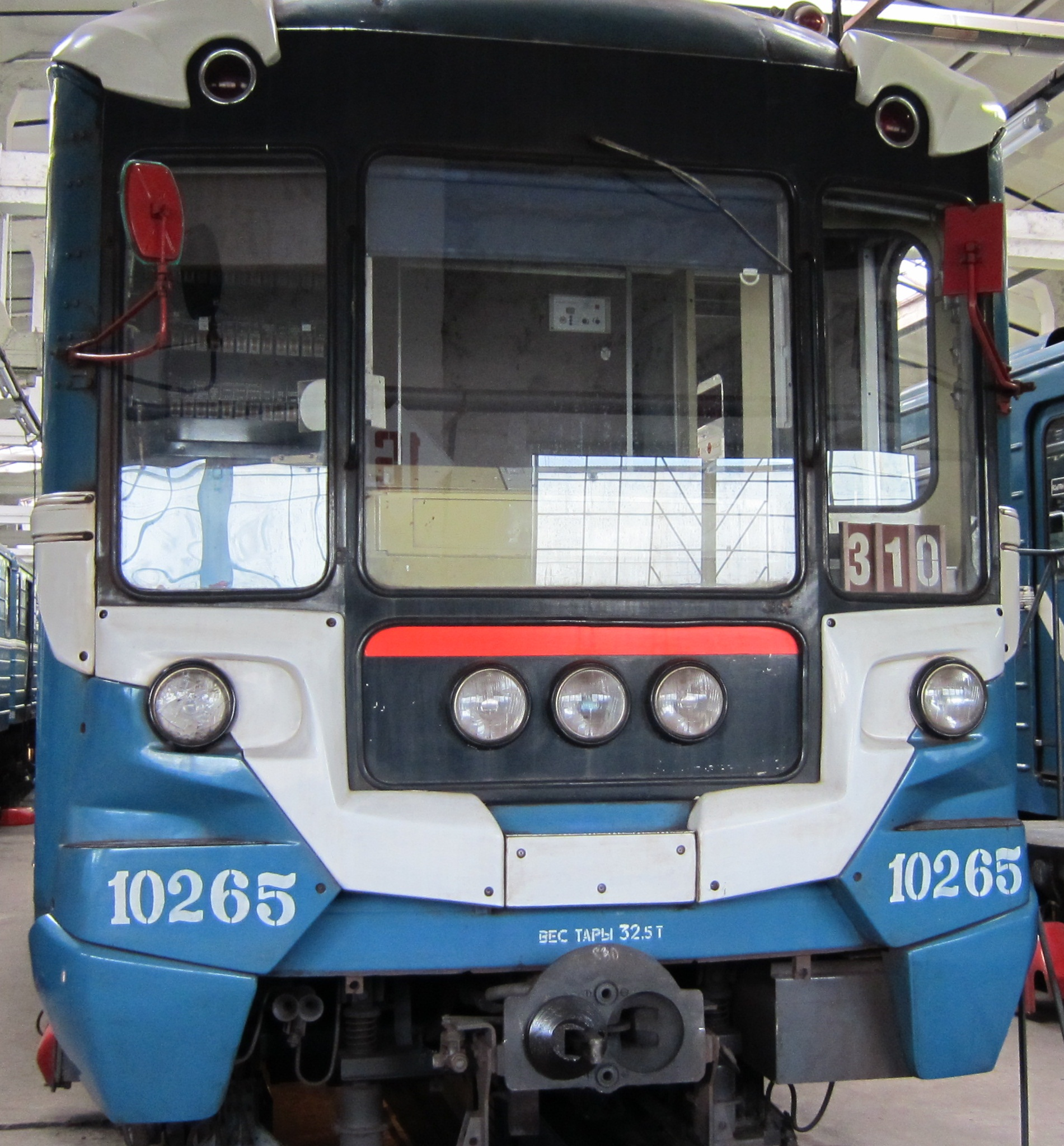
Маска головного вагона 81-540.7 крупным планом

### 81-540.8/541.8
Создан в 2004 году. В вагонах новой модификации была применена более просторная кабина машиниста с вентиляционной установкой, а также были использованы пластиковые детали для облицовки кабины машиниста и салона вагонов. Кроме того, с фронтальной части кабины установлена широкая дверь, предназначенная для экстренной эвакуации пассажиров из вагонов поезда в случае чрезвычайной ситуации.
Существуют два типа вагонов данной модификации: на вагонах первого типа используется угловатая кабина, облицованная снаружи пластиковыми панелями белого и/или синего цветов; на вагонах второго типа смонтирована полностью стеклопластиковая кабина со скруглёнными углами (аналогичные кабины используются на вагонах, Казанского метрополитена — 81-553.3/554.3/555.3). В целом же обе формы кабины являются развитием кабины 81-540.1. За необычную маску головного вагона первый вариант получил прозвища «Саблезуб» и «Дракула», второй — «Головастый». Также вагоны со вторым вариантом маски получили прозвище «Губернаторский» за то, что 2 апреля 2005 года при открытии нового участка Правобережной линии на нём прокатилась губернатор Санкт-Петербурга Валентина Матвиенко.
На головных вагонах, имеющих обозначение 81-540.8 была применена новая схема внешнего освещения: непосредственно над лобовым стеклом размещены 3 фары, а на одной линии с ними — красные габаритные огни; на уровне автосцепки вагона расположены ещё 2 фары.
Салонокомплект был произведён фирмой «Автокомпозит» впервые в Петербургском метрополитене.
Трудногорючие пластиковые панели бежевого и красного цвета были применены в вагонах с нумерацией 10280—10284 и 11496—11503. Данные панели установили на наддверных люках, боковых стенках пассажирских сидений и в торцевых частях салонов.
Интерьер же вагонов с нумерацией 10285—10286 и 11504—11507 выполнен несколько иначе. Салон вагонов состоит полностью из стеклопластиковых панелей, выполненных в светло-зелёной гамме. Также тёмно-зелёный цвет имеют поручни, вентиляционные решётки и посты связи «Пассажир—машинист», а двери окрашены в светло-зелёный цвет. В салонах вагонов установлены антивандальные сидения, цветовая гамма которых выдержана в рамках общего оформления салона, установлены вертикальные поручни. В 2009 году сидения были заменены на обычные антивандальные коричневого цвета, а двери перекрашены в серый цвет. Далее вертикальные поручни не устанавливались в целях безопасности.
Межвагонные двери всех вагонов данного типа сделаны более широкими, а также над сцепными устройствами в межвагонном пространстве были установлены порожки, призванные предотвратить падение на путь пассажиров и работников метрополитена при переходе из одного вагона в другой.
В настоящее время эксплуатируются только промежуточные вагоны на Правобережной и Фрунзенско-Приморской линиях Петербургского метрополитена. Головные вагоны эксплуатировались на Правобережной линии в 2004—2018 годах. В связи с переходом четвёртой линии на семивагонную составность, часть головных вагонов была снята с эксплуатации, в их числе и все головные вагоны этого типа, однако они по-прежнему находятся на балансе метрополитена, возможно возвращение вагонов в пассажирскую эксплуатацию.

#### В культуре
Оба варианта вагонов 81-540.8/541.8 воссозданы в дополнении (моде) «Metrostroi Subway Simulator» к игре «Garry's Mod» в Steam, функционирует в Steam Workshop. Дополнение отличается от других симуляторов высокой реалистичностью.

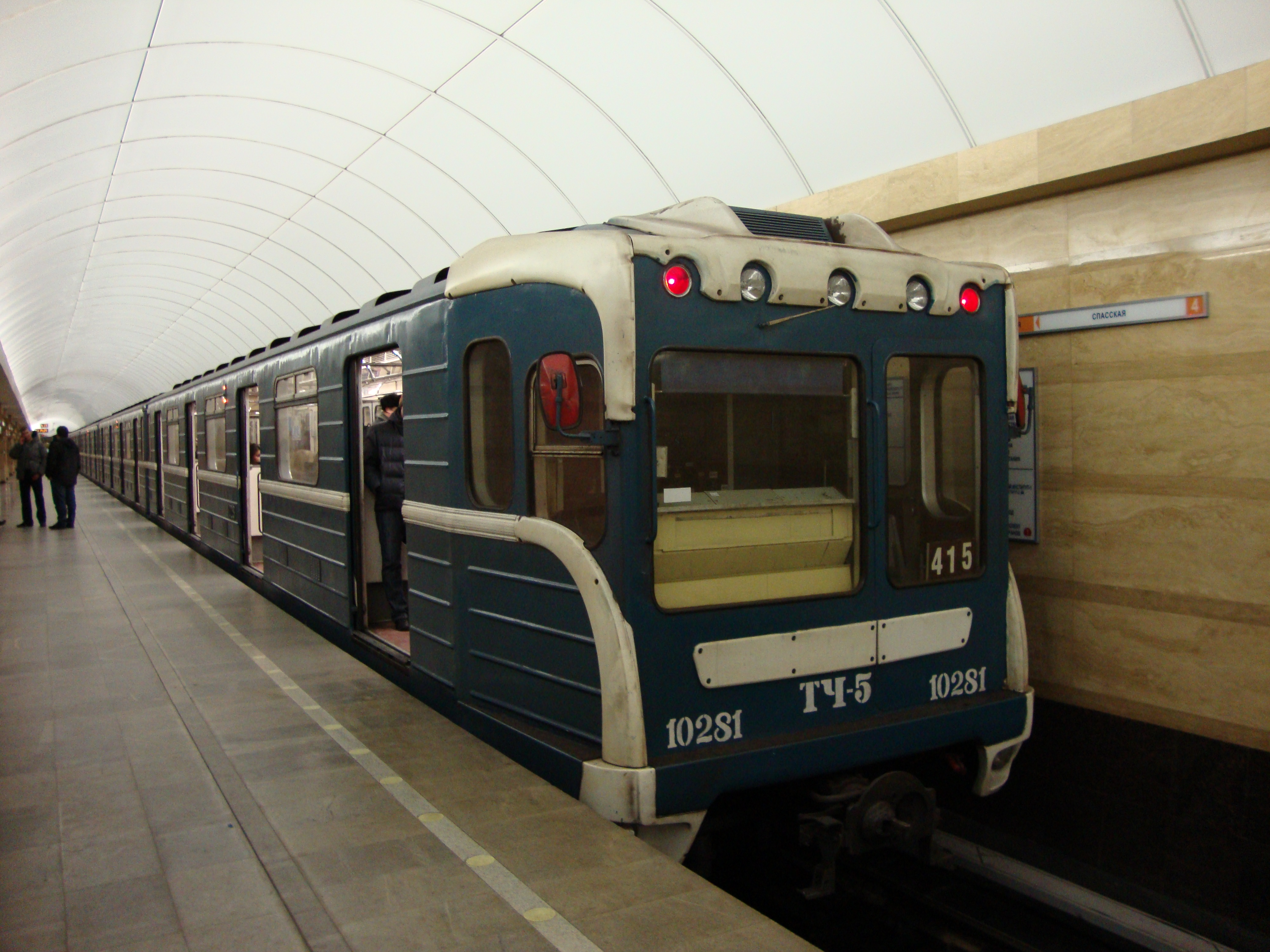
Вариант маски головного вагона «Саблезуб», «Дракула»
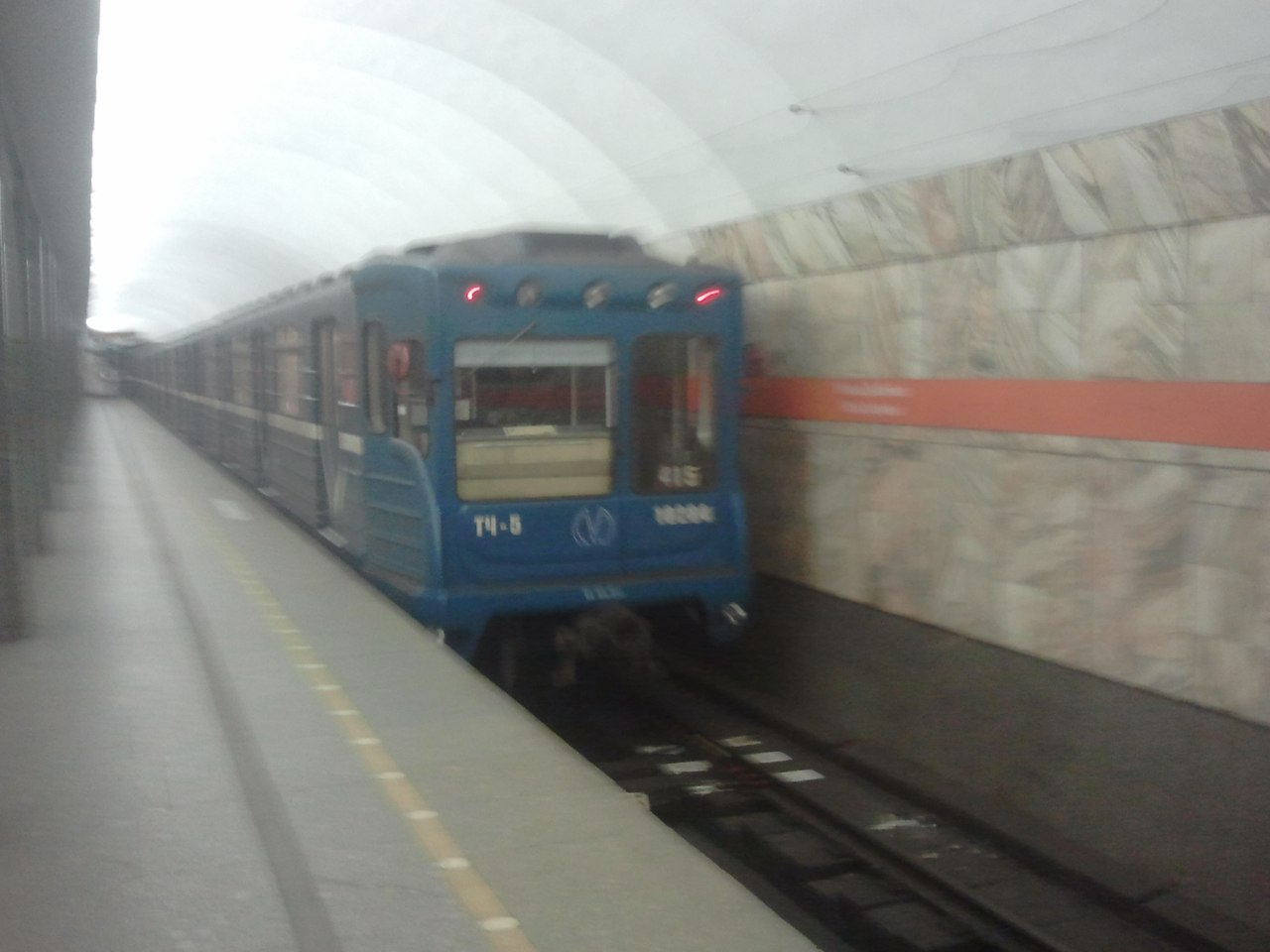
Вагон модели 81-540.8 «Саблезубый» с квадратной маской синего цвета
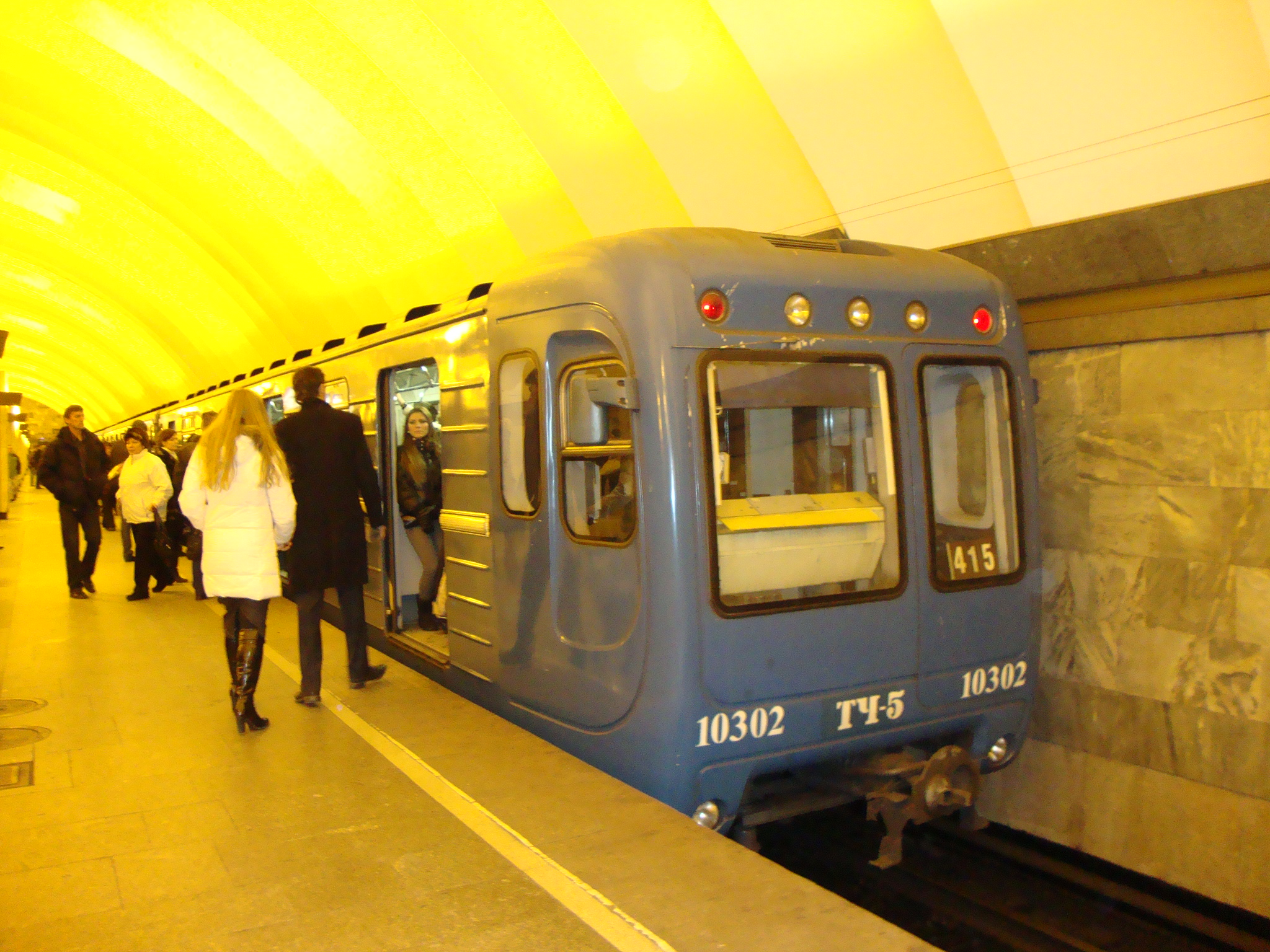
Вариант маски головного вагона «Головастый»
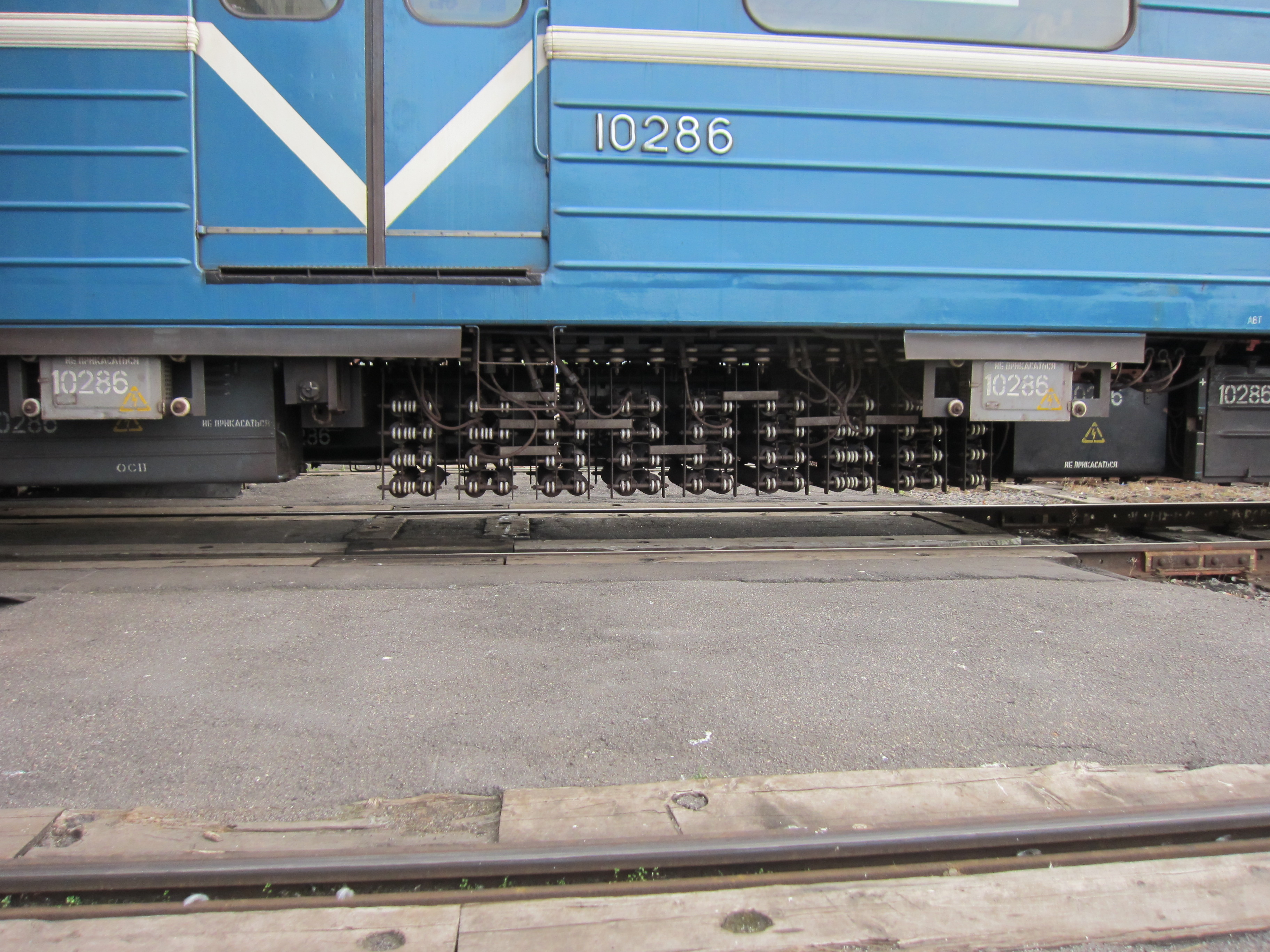
Пуско-тормозные реостаты у вагона № 10286